# Komorniki (Polkowice)
Pour les articles homonymes, voir Komorniki.
Komorniki est une localité polonaise de la gmina et du powiat de Polkowice en voïvodie de Basse-Silésie.

## Histoire
De 1742 à 1945, Kummernick fait partie de l'arrondissement de Glogau dans le district de Liegnitz au sein de la province de Silésie.